# Rokitnica (województwo pomorskie)
Rokitnica (dawn. niem. Müggenhahl) – wieś w Polsce położona w województwie pomorskim, w powiecie gdańskim, w gminie Pruszcz Gdański na obszarze Żuław Gdańskich. Wieś stanowi właściwie północno-wschodnie przedmieście Pruszcza Gdańskiego.
Dzięki położeniu przy granicach Gdańska (dzielnica Niegowo) i Pruszcza Gdańskiego (dzielnica Osiedle Wschód) we wsi rozwija się podmiejska zabudowa mieszkaniowa.
Dojazd z Gdańska do miejscowości zapewnia droga wojewódzka nr 226 (Pruszcz Gdański – Przejazdowo), po której kursują autobusy linii 841, łączącej wieś z Gdańskiem i Pruszczem Gdańskim.
Rokitnica została lokowana w 1363 r. jako wieś owalnicowa. Wieś należąca do Gdańskiej Wyżyny terytorium miasta Gdańska położona była w drugiej połowie XVI wieku w województwie pomorskim. W 1924 koło nieistniejącego kościoła odsłonięto pomnik wdzięczności w kształcie serca z czerwonego piaskowca. Do 1945 we wsi istniał gotycki kościół z 1603 roku. Obecny kościół pw. Matki Boskiej Królowej Polski, poświęcony 7 lipca 1957, powstał z dawnej kaplicy cmentarnej, rozbudowanej na przełomie lat 70. i 80. XX wieku i w ostatnim czasie powiększonej. Zachowały się stojący nieopodal kościoła budynek dawnej plebanii, 2 zagrody holenderskie z pocz. XVIII i z 1845 r. oraz stajnia z niem. napisem na szczycie „Erbaut im Jahre 1870 von Andreas Heim” („wybudował w 1870 Andrzej Hein”). Przed posesją przy ul. Bałtyckiej 32 zachowały się słupki wzorowane na gdańskich przedprożach z 1701 roku.
W związku z katastrofalnymi powodziami, 22 maja 1888 roku w Rokitnicy powołano do życia Rokitnicki Związek Wałowy (Müggenhahler Deichverband).
W latach 1945–1998 miejscowość położona była w województwie gdańskim.
20 listopada 2018 oddano do użytku boisko o wymiarach 32,6 x 19,6 m i nawierzchni poliuretanowej.
W Rokitnicy urodzili się:
- Oswald Arthur Lenz (1886–1970), syn miejscowego nauczyciela, znany redaktor i dziennikarz „Danziger Allgemeine Zeitung”[8].
- Michael Gottlieb Hansch(inne języki) (1683–1749), syn miejscowego kaznodziei, teolog, filozof i matematyk.

Inne miejscowości o nazwie Rokitnica: Rokitnica, Rokitnica-Kąty, Rokitnica-Wieś